# نادي عمان (الأردن)
نادي عمان الرياضي (نادي عمان) هو نادي رياضي أردني تأسس عام 1976 وتميز في لعبتي كرة القدم وكرة اليد، حيث حقق العديد من البطولات المحلية الأردنية.
كرة القدم
حصل فريق نادي عمان لكرة القدم على لقب بطولة الدوري الأردني الممتاز مرة واحدة عام 1984، وبطولة درع الإتحاد الأردني عامي 1984 و 1985، كما كان الفريق وصيف بطولة درع الإتحاد الأردني عام 1982. وكان أبرز لاعبيه في تلك الفترة إبراهيم سعدية الذي حقق مع النادي لقب هداف الدوري الأردني في 1983، قبل أن ينتقل في وقت لاحق إلى نادي الوحدات.
فيما بعد هبط نادي عمان من الدرجة الممتازة إلى الدرجة الأولى، وهنالك استمرت معاناته، فوصل إلى مرحلة الهبوط للدرجة الثانية، ليقع في إشكال قانوني بسبب إشراك ناد منافس للاعب موقوف، وبعد مفاوضات ونقاشات، قرر الاتحاد الأردني إقامة مباراة فاصلة بين الفريقين لتحديد الهابط، لكن نادي عمان رفض خوض المباراة فاعتبر خاسرا وتم شطبه من سجلات الاتحاد نهائياً.
وتالياً نتائج مشاركات فريق نادي عمان بكرة القدم في الدوري الأردني:
| السنة | المركز |
| 1979  | الثامن |
| 1980  | الخامس |
| 1981  | السابع |
| 1982  | السادس |
| 1983  | الخامس |
| 1984  | الأول  |
| 1985  | السادس |
| 1986  | السابع |
| 1987  | السابع |

كرة اليد
في كرة اليد حقق فريق نادي عمان، بعد سنة من تأسيسه، وفي موسمه الثاني، بطولة الدوري الأردني لكرة اليد في 1977، وبقى نادي عمان مسيطراً على كرة اليد الأردنية في تلك الحقبة وحتى موسم 1983 والذي شهد آخر بطولة يحرزها النادي على مستوى الدوري المحلي الأردني، حيث حقق نادي عمان بطولة الدوري الأردني لكرة اليد في الأعوام 1977، 1978، 1980، 1981، 1982، 1983. كما حصل نادي عمان على لقب أول بطولة كأس الأردن لكرة اليد والتي أقيمت في عام 1984.

شارك نادي عمان في البطولة العربية الخامسة ابطال الدوري لكرة اليد 1980 في البحرين، والبطولة العربية السادسة 1981 التي اقيمت في عمان. فرق الفئات العمرية في النادي حصلت على لقب الدوري في عدة مناسبات، وكذلك يحتوي النادي على فريق للسيدات وهو من الفرق المنافسة في البطولة المحلية.